# Conopophaga castaneiceps
Papa-mosquitos-de-coroa-castanha ou chupa-dente-de-coroa-castanha (Conopophaga castaneiceps) é uma espécie de ave da família Conopophagidae.
Pode ser encontrada nos seguintes países: Colômbia, Equador e Peru.
Os seus habitats naturais são: regiões subtropicais ou tropicais húmidas de alta altitude.